# Ножице
Ножиці (словен. Nožice) — поселення в общині Домжале, Осреднєсловенський регіон, Словенія. 
Висота над рівнем моря: 340,4 м.